# Abdul Mubin
Abdul Hakkul Mubin (auch: Abdul Mubin; † 1673 auf Pulau Chermin, Brunei) war der dreizehnte Sultan von Brunei nach offizieller Zählung. Er war in den Bürgerkrieg von Brunei (Perang Saudara Brunei / Digmaang Sibil sa Brunay) verstrickt. Seine Herrschaft begann 1660 mit der Ermordung von Sultan Muhammad Ali. 1673 wurde er wiederum von seinem Nachfolger Muhyiddin getötet.

## Leben

### Herkunft
Abdul Hakkul Mubin war zunächst Pengiran (Prinz). Sein Vater war der Pengiran Bendahara Pengiran Muhammad und seine Mutter Raja Dungu. Zwei seiner Frauen sind namentlich bekannt: Raja Isteri Pengiran Anak Puteri Noralam und Bu Angsa.

### Machtergreifung
1660 wurde sein Sohn durch Pengiran Muda Bongsu, einen Sohn des Sultan Muhammad Ali, wegen eines Hahnenkampfs getötet. Zur Vergeltung tötete er den Sultan und rief sich selbst zum Sultan aus, wobei er den Namen Abdul Hakkul Mubin annahm. Um die Anhänger seines Vorgängers ruhig zu stellen, ernannte er den Enkel (und Schwiegersohn) von Muhammad Ali, Muhyiddin zum neuen Bendahara (Chief Minister). Die Gegner ließen sich jedoch nicht so leicht beruhigen. Sie drängten den Bendahara Muhyiddin sich gegen Abdul Mubin aufzulehnen. Zunächst zögerte Muhyddin. Seine Anhänger begannen Unruhe zu stiften, indem sie mit Speeren Anschläge auf Paläste und Häuser verübten. Abdul Hakkul Mubin verlegte auf Anraten von Muhyiddin seinen Palast nach Pulau Chermin, eine Insel im Mündungsbereich des Brunei River um die Krise auszusitzen. Nach seinem Umzug rief sich Muhyiddin jedoch selbst zum fünfzehnten Sultan aus und es entspann sich ein militärischer Konflikt.

### Bürgerkrieg
Abdul Mubin floh zwischenzeitlich nach Kinarut (im heutigen Papar, Sabah, Malaysia), wo er zehn Jahre lang wiederholte Angriffe von Sultan Muhyiddin abwehren konnte. Beide kehrten nach Brunei zurück, nachdem es Muhyiddins Truppen in einem letzten Gefecht nicht gelungen war, Abdul Mubin zu besiegen. Muhyiddin wollte den Bürgerkrieg beenden und bat seinen Verwandten, den Sultan von Sulu um Unterstützung und es heißt, er habe ihm den Ostteil von Sabah als Belohnung versprochen.
Nachdem Muhyiddin eine Allianz mit dem Sultanat Sulu eingegangen war, begannen die vereinten Truppen Abdul Hakkul Mubin auf der Insel Pulau Chermin einzukesseln. Die bruneier Truppen, die sich Muhyiddin zur Verfügung stellten, wurden nach Bukit Chendana versetzt. Sie sollten Kanonen bereit machen, die Pulau Chermin anvisierten. Während die Truppen von Sulu auf eine Stellung in der Brunei-See bei Pulau Kaingaran versetzt wurden.
Während des Bürgerkriegs war Sultan Abdul Hakkul Mubin verzweifelt, so sehr, dass er sogar die königlichen Insignien wie die Sultanats-Krone als Munition verwendete. Damit feuerte er auf die Truppen aus Sulu.
Pengiran Karma, möglicherweise ein General und Verwandter von Muhyiddin, und die Truppen aus Sulu, die von Betara Sulu angeführt wurden, konnten bei Pulau Chermin anlegen. Sie trafen den Sultan in der Moschee von Chermin an, wohin er sich geflüchtet hatte. Der Sultan Abdul Hakkul Mubin bettelte erfolglos um Gnade. Er wurde mit der Garrotte oder dem Kris getötet. Laut dem Silsilah Raja-Raja Berunai wurde der Sultan in Pulau Chermin beigesetzt. Sein Besitz fiel an Muhyiddin. Als Belohnung für die Unterstützung erhielt das Sultanat Sulu wie versprochen die Gebiete von Kimanis und Teile des östlichen Sabah.